# Tveskægget ærenpris
Tveskægget ærenpris (Veronica chamaedrys) er en flerårig, 10-30 centimeter høj plante i vejbred-familien. Stænglen er opstigende eller opret med korsvis modsatte blade, der er æg- eller hjerteformede, groft savtakkede og næsten siddende. Ud for mellemrummene af hvert bladpar findes på stænglen to iøjnefaldende rækker af hvide hår. Stænglen kan derfor kaldes "tveskægget". Blomsterne sidder i sidestillede, modsat stående, langstilkede klaser. Der er oftest 1-2 par klaser for hvert skud. Blomsterne er dybblå med hvide striber og er 8-12 millimeter i tværmål. Tveskægget ærenpris er udbredt i Europa, Vest- og Nordasien samt indslæbt til Nordamerika.
I Danmark er arten almindelig i skove, på overdrev, vejkanter og dyrket jord. Den blomstrer i maj og juni.